# Eurotamandua
Az Eurotamandua az emlősök (Mammalia) osztályába és a fosszilis Eurotamanduidae családjába tartozó egyetlen nem.

## Tudnivalók
Az Eurotamandua (magyarul: „európai hangyász”), egy fosszilis emlős, amely körülbelül 47-50 millió évvel élt ezelőtt, a korai és középső eocén korszakok idején. A fajból csak egyetlen kövület került elő, a maradványt a Messel lelőhelyen találták meg. Az állat körülbelül 90 centiméter hosszú volt. Amikor felfedezték, a tudósok azt hitték, hogy egy hangyászról van szó, mert hiányzott róla a tobzoskákra jellemző pikkely páncél. Aztán később áthelyezték a tobzoskákhoz, mert hiányoztak nála a vendégízületek, ami a hangyászoknál elmaradhatatlan. A legújabb rendszerezés szerint, az állatot rokonságba állítják a vendégízületesekkel, de más rendbe helyezik (Afredentata). 2005-ben, Horovitz szerint, az Eomanis sem tartózik a tobzoskákhoz, hanem az Eurotamanduával az Afredentata rendet alkotják.
Az Eurotamanduának megvan az összes, hangyákkal táplálkozó állatokra jellemző „kelléke”: hosszú karmok, egy erős, hosszú orr és csakolyan hosszú, ragacsos nyelv. Az állat valószínűleg hangyákkal és termeszekkel táplálkozott.
Az Eurotamandua a tudományos nevét a hangyászok egyik nemének (Tamandua) a nevéről kapta. Mindkét nem fajai a fákon élnek és fogófarokkal rendelkeznek.

## Rendszerezés
A nembe az alábbi faj tartozik:
- Eurotamandua joresi Storch, 1981

### Fordítás
- Ez a szócikk részben vagy egészben  az   Eurotamandua című angol Wikipédia-szócikk ezen változatának fordításán alapul.  Az eredeti cikk szerkesztőit annak laptörténete sorolja fel. Ez a jelzés csupán a megfogalmazás eredetét és a szerzői jogokat jelzi, nem szolgál a cikkben szereplő információk forrásmegjelöléseként.